# Conjunto completo de observables compatibles
En mecánica cuántica, un conjunto completo de observables compatibles (CCOC) es un conjunto de operadores que conmutan cuyos eigenvectores ordinarios pueden utilizarse como base para expresar cualquier estado. En el caso de los operadores con espectros discretos, un CCOC es un conjunto de observables compatibles cuyos espacios propios simultáneos abarcan el espacio de Hilbert, de modo que los eigenvectores están especificados de forma única por los correspondientes conjuntos de valores propios.
Dado que cada par de observables en el conjunto conmuta, los observables son todos compatibles, de modo que la medición de un observable no tiene ningún efecto sobre el resultado de la medición de otro observable en el conjunto. Por lo tanto, no es necesario especificar el orden en que se miden los diferentes observables. La medición del conjunto completo de observables constituye una medición completa, en el sentido de que proyecta el estado cuántico del sistema sobre un vector único y conocido en la base definida por el conjunto de operadores. Es decir, para preparar el estado completamente especificado, tenemos que tomar un estado cualquiera de forma arbitraria, y luego realizar una sucesión de mediciones correspondientes a todos los observables del conjunto, hasta que se convierta en un vector único y especificado en el espacio de Hilbert (salvo fase).

## El teorema de la compatibilidad
Consideremos dos observables, {\displaystyle A} y {\displaystyle B}, representados por los operadores {\displaystyle {\hat {A}}} y {\displaystyle {\hat {B}}}. Entonces las siguientes afirmaciones son equivalentes:
1. {\displaystyle A} y {\displaystyle B} son observables compatibles.

1. {\displaystyle {\hat {A}}} y {\displaystyle {\hat {B}}} tienen una base propia común.

1. Los operadores {\displaystyle {\hat {A}}} y {\displaystyle {\hat {B}}} conmutan, es decir, {\displaystyle [{\hat {A}},{\hat {B}}]=0}.

### Demostraciones
Sea {\displaystyle {|\psi _{n}\rangle }} un conjunto completo de eigenvectores ortonormales comunes de los dos observables compatibles {\displaystyle A} y {\displaystyle B} (ambos son operadores autoadjuntos), correspondientes a los conjuntos de valores propios de valor real {\displaystyle \{a_{n}\}} y {\displaystyle \{b_{n}\}} respectivamente. Entonces podemos escribir
{\displaystyle {\hat {A}}{\hat {B}}|\psi _{n}\rangle ={\hat {A}}b_{n}|\psi _{n}\rangle =a_{n}b_{n}|\psi _{n}\rangle =b_{n}a_{n}|\psi _{n}\rangle ={\hat {B}}{\hat {A}}|\psi _{n}\rangle }
Ahora, podemos expandir cualquier estado arbitrario ket {\displaystyle |\Psi \rangle } en el conjunto completo {\displaystyle {|\psi _{n}\rangle }} como
{\displaystyle |\Psi \rangle =\sum _{n}c_{n}|\psi _{n}\rangle }
Así, utilizando el resultado anterior, podemos ver que
{\displaystyle ({\hat {A}}{\hat {B}}-{\hat {B}}{\hat {A}})|\Psi \rangle =\sum _{n}c_{n}({\hat {A}}{\hat {B}}-{\hat {B}}{\hat {A}})|\psi _{n}\rangle =0}
Esto implica que {\displaystyle [{\hat {A}},{\hat {B}}]=0}, lo que significa que los dos operadores conmutan.
Cuando {\displaystyle A} tiene valores propios no degenerados:
Sea {\displaystyle {|\psi _{n}\rangle }} un conjunto completo de eigenkets ortonormales del operador autoadjunto {\displaystyle A} correspondiente al conjunto de valores propios de valor real {\displaystyle \{a_{n}\}}.
Si los operadores autoconjuntos {\displaystyle A} y {\displaystyle B} conmutan, podemos escribir
{\displaystyle {\hat {A}}({\hat {B}}|\psi _{n}\rangle )={\hat {B}}{\hat {A}}|\psi _{n}\rangle =a_{n}({\hat {B}}|\psi _{n}\rangle )}
Por tanto, si {\displaystyle {\hat {B}}|\psi _{n}\rangle \neq 0}, podemos decir que {\displaystyle {\hat {B}}|\psi _{n}\rangle } es un eigenket de {\displaystyle A} correspondiente al eigenvalor {\displaystyle a_{n}}. Dado que tanto {\displaystyle B|\psi _{n}\rangle } como {\displaystyle |\psi _{n}\rangle } son cestas propias asociadas al mismo valor propio no degenerado {\displaystyle a_{n}}, pueden diferir como máximo en una constante multiplicativa. Llamamos a esta constante {\displaystyle b_{n}}. Por lo tanto, {\displaystyle B|\psi _{n}\rangle =b_{n}|\psi _{n}\rangle } ,
lo que significa que {\displaystyle |\psi _{n}\rangle } es un eigenvector de {\displaystyle B} y, por tanto, de {\displaystyle A} y {\displaystyle B} simultáneamente. En el caso de {\displaystyle B|\psi _{n}\rangle =0}, el vector no nulo {\displaystyle |\psi _{n}\rangle } es un eigenvector de {\displaystyle B} con el valor propio {\displaystyle b_{n}=0}.
Cuando {\displaystyle A} tiene valores propios degenerados:
Supongamos que cada {\displaystyle a_{n}} es {\displaystyle g}-fold degenerado. Dejemos que los correspondientes eigenvectors ortonormales sean {\displaystyle |\psi _{nr}\rangle ,r\in \{1,2,\dots ,g\}}.
Dado que {\displaystyle [A,B]=0}, razonamos como arriba para encontrar que {\displaystyle B|\psi _{nr}\rangle } es un eigenvector de {\displaystyle A} correspondiente al valor propio {\displaystyle a_{n}}. Por lo tanto, podemos expandir la base de los eigenvectores degenerados de {\displaystyle a_{n}}:
{\displaystyle B|\psi _{nr}\rangle =\sum _{s=1}^{g}c_{rs}|\psi _{ns}\rangle }
Los {\displaystyle c_{rs}} son los coeficientes de expansión. Los coeficientes {\displaystyle c_{rs}} forman una matriz autoconjunta, ya que {\displaystyle \langle \psi _{ns}|B|\psi _{nr}\rangle =c_{rs}}. El siguiente paso sería diagonalizar la matriz {\displaystyle c_{rs}}. Para ello, sumamos sobre todas las {\displaystyle r} con {\displaystyle g} constantes {\displaystyle d_{r}}. Así,
{\displaystyle B\sum _{r=1}^{g}d_{r}|\psi _{nr}\rangle =\sum _{r=1}^{g}\sum _{s=1}^{g}d_{r}c_{rs}|\psi _{ns}\rangle }
Por tanto, {\displaystyle \sum _{r=1}^{g}d_{r}|\psi _{nr}\rangle } será un eigenvector de {\displaystyle B} con el valor propio {\displaystyle b_{n}} si tenemos
{\displaystyle \sum _{r=1}^{g}d_{r}c_{rs}=b_{n}d_{s},s=1,2,...g}
Esto constituye un sistema de {\displaystyle g} ecuaciones lineales para las constantes {\displaystyle d_{r}}. Existe una solución no trivial si
{\displaystyle \det[c_{rs}-b_{n}\delta _{rs}]=0}
Esta es una ecuación de orden {\displaystyle g} en {\displaystyle b_{n}}, y tiene {\displaystyle g} raíces. Para cada raíz {\displaystyle b_{n}=b_{n}^{(k)},k=1,2,...g} tenemos una solución no trivial {\displaystyle d_{r}}, digamos, {\displaystyle d_{r}^{(k)}}. Debido a la autoadhesión de {\displaystyle c_{rs}}, todas las soluciones son linealmente independientes. Por lo tanto, forman la nueva base
{\displaystyle |\phi _{n}^{(k)}\rangle =\sum _{r=1}^{g}d_{r}^{(k)}|\psi _{nr}\rangle }
{\displaystyle |\phi _{n}^{(k)}\rangle } es simultáneamente un eigenvector de {\displaystyle A} y {\displaystyle B} con valores propios {\displaystyle a_{n}} y {\displaystyle b_{n}^{(k)}} respectivamente.

### Discusión
Consideremos los dos observables anteriores {\displaystyle A} y {\displaystyle B}. Supongamos que existe un conjunto completo de estados cuánticos {\displaystyle {|\psi _{n}\rangle }}, que sean simultáneamente un eigenvector de {\displaystyle A} y {\displaystyle B}. Entonces decimos que {\displaystyle A} y {\displaystyle B} son compatibles. Si denotamos los valores propios de {\displaystyle A} y {\displaystyle B} correspondientes a {\displaystyle |\psi _{n}\rangle } respectivamente por {\displaystyle a_{n}} y {\displaystyle b_{n}}, podemos escribir
{\displaystyle A|\psi _{n}\rangle =a_{n}|\psi _{n}\rangle }
{\displaystyle B|\psi _{n}\rangle =b_{n}|\psi _{n}\rangle }
Si el sistema se encuentra en uno de los estados propios, digamos, {\displaystyle |\psi _{n}\rangle }, entonces tanto {\displaystyle A} como {\displaystyle B} pueden ser medidos simultáneamente con cualquier nivel arbitrario de precisión, y obtendremos los resultados {\displaystyle a_{n}} y {\displaystyle b_{n}} respectivamente. Esta idea puede extenderse a más de dos observables.

### Ejemplos de observables compatibles
Las componentes cartesianas del operador de posición {\displaystyle \mathbf {r} } son {\displaystyle x}, {\displaystyle y} y {\displaystyle z}. Estas componentes son todas compatibles. Del mismo modo, las componentes cartesianas del operador de momento {\displaystyle \mathbf {p} }, es decir {\displaystyle p_{x}}, {\displaystyle p_{y}} y {\displaystyle p_{z}} también son compatibles.

## Definición formal
Un conjunto de observables {\displaystyle A,B,C...} se denomina CCOC si:
1. Todos los observables conmutan en pares.
2. Si especificamos los valores propios de todos los operadores en el CCOC, identificamos un único vector propio (hasta una fase) en el espacio de Hilbert del sistema.

Dado un CCOC, podemos elegir una base para el espacio de estados formada por los eigenvectores comunes de los operadores correspondientes. Podemos identificar unívocamente cada vector propio (salvo fase) por el conjunto de valores propios que le corresponde.

### Discusión
Tengamos un operador {\displaystyle {\hat {A}}} de un observable {\displaystyle A}, que tiene todos los valores propios {\displaystyle \{a_{n}\}} no degenerados. Como resultado, hay un único estado propio correspondiente a cada valor propio, lo que nos permite etiquetar estos por sus respectivos valores propios. Por ejemplo, el estado propio de {\displaystyle {\hat {A}}} correspondiente al valor propio {\displaystyle a_{n}} se puede etiquetar como {\displaystyle |a_{n}\rangle }. Dicho observable es en sí mismo una OCS autosuficiente.
Sin embargo, si algunos de los valores propios de {\displaystyle a_{n}} son degenerados (como tener niveles de energía degenerados), entonces el resultado anterior ya no es válido. En tal caso, necesitamos distinguir entre las funciones propias correspondientes al mismo valor propio. Para ello, se introduce un segundo observable (llamémoslo {\displaystyle B}), que es compatible con {\displaystyle A}. El teorema de la compatibilidad nos dice que se puede encontrar una base común de funciones propias de {\displaystyle {\hat {A}}} y {\displaystyle {\hat {B}}}. Ahora bien, si cada par de los valores propios {\displaystyle (a_{n},b_{n})} especifica de forma única un vector de estado de esta base, afirmamos haber formado una CSCO: el conjunto {\displaystyle \{A,B\}}. La degeneración en {\displaystyle {\hat {A}}} queda completamente eliminada.
Puede ocurrir, sin embargo, que la degeneración no se elimine completamente. Es decir, existe al menos un par {\displaystyle (a_{n},b_{n})} que no identifica de forma única un vector propio. En este caso, repetimos el proceso anterior añadiendo otro observable {\displaystyle C}, que es compatible tanto con {\displaystyle A} como con {\displaystyle B}. Si la base de las funciones propias comunes de {\displaystyle {\hat {A}}}, {\displaystyle {\hat {B}}} y {\displaystyle {\hat {C}}} es única, es decir, especificada unívocamente por el conjunto de valores propios {\displaystyle (a_{n},b_{n},c_{n})}, entonces hemos formado una CCOC: {\displaystyle \{A,B,C\}}. Si no, añadimos un observable más compatible y continuamos el proceso hasta obtener un CCOC.
Un mismo espacio vectorial puede tener distintos conjuntos completos de operadores conmutativos.
Supongamos que se nos da un CCOC finito {\displaystyle \{A,B,C,\dots ,\}}. Entonces podemos expandir cualquier estado general en el espacio de Hilbert como
{\displaystyle |\psi \rangle =\sum _{i,j,k,...}{\mathcal {C}}_{i,j,k,...}|a_{i},b_{j},c_{k},...\rangle }
donde {\displaystyle |a_{i},b_{j},c_{k},...\rangle } son los eigenvectores de los operadores{\displaystyle {\hat {A}},{\hat {B}},{\hat {C}}}, y forman una base del espacio. Es decir,
{\displaystyle {\hat {A}}|a_{i},b_{j},c_{k},...\rangle =a_{i}|a_{i},b_{j},c_{k},...\rangle }, etc.
Si medimos {\displaystyle A,B,C,...} en el estado {\displaystyle |\psi \rangle } entonces la probabilidad de que midamos simultáneamente {\displaystyle a_{i},b_{j},c_{k},...} viene dada por {\displaystyle |{\mathcal {C}}_{i,j,k,...}|^{2}}.
Para un conjunto completo de operadores conmutativos, podemos encontrar una transformación unitaria que simultáneamente diagonalice a todos ellos.

## Ejemplos

### El átomo de hidrógeno sin espín de electrón o protón
Dos componentes del operador de momento angular {\displaystyle \mathbf {L} } no se conmutan, pero satisfacen las relaciones de conmutación:
{\displaystyle [L_{i},L_{j}]=i\hbar \epsilon _{ijk}L_{k}}
Por lo tanto, cualquier CSCO no puede involucrar a más de un componente de {\displaystyle \mathbf {L} }. Se puede demostrar que el cuadrado del operador de momento angular, {\displaystyle L^{2}}, conmuta con {\displaystyle \mathbf {L} }.
{\displaystyle [L_{x},L^{2}]=0,[L_{y},L^{2}]=0,[L_{z},L^{2}]=0}
Además, el Hamiltoniano {\displaystyle {\hat {H}}=-{\frac {\hbar ^{2}}{2\mu }}\nabla ^{2}-{\frac {Ze^{2}}{r}}} es una función de {\displaystyle r} solamente y tiene invariancia rotacional, donde {\displaystyle \mu } es la masa reducida del sistema. Dado que los componentes de {\displaystyle \mathbf {L} } son generadores de rotación, se puede demostrar que
{\displaystyle [\mathbf {L} ,H]=0,[L^{2},H]=0}
Por tanto, un conjunto conmutador está formado por {\displaystyle L^{2}}, una componente de {\displaystyle \mathbf {L} } (que se toma como {\displaystyle L_{z}}) y {\displaystyle H}. La solución del problema nos dice que despreciando el espín de los electrones, el conjunto {\displaystyle {H,L^{2},L_{z}}} forma un CSCO. Sea {\displaystyle |E_{n},l,m\rangle } cualquier estado base en el espacio de Hilbert del átomo de hidrógeno. Entonces
{\displaystyle H|E_{n},l,m\rangle =E_{n}|E_{n},l,m\rangle }

{\displaystyle L^{2}|E_{n},l,m\rangle =l(l+1)\hbar ^{2}|E_{n},l,m\rangle }

{\displaystyle L_{z}|E_{n},l,m\rangle =m\hbar |E_{n},l,m\rangle }
Es decir, el conjunto de valores propios {\displaystyle \{E_{n},l,m\}} o más sencillamente, {\displaystyle \{n,l,m\}} especifica completamente un único estado propio del átomo de hidrógeno.

### La partícula libre
Para una partícula libre, el Hamiltoniano {\displaystyle {\hat {H}}=-{\frac {\hbar ^{2}}{2m}}\nabla ^{2}} es invariante bajo traslaciones. La traslación conmuta con el hamiltoniano: {\displaystyle [{\hat {H}},\mathbf {\hat {T}} ]=0}. Sin embargo, si expresamos el hamiltoniano en base al operador de traslación, encontraremos que {\displaystyle {\hat {H}}} tiene valores propios doblemente degenerados. Se puede demostrar que para hacer el CCOC en este caso, necesitamos otro operador llamado operador de paridad {\displaystyle {\hat {\Pi }}}, tal que {\displaystyle [{\hat {H}},\Pi ]=0}. {\displaystyle \{{\hat {H}},\Pi \}} forma un CCOC.
De nuevo, dejemos que {\displaystyle |k\rangle } y {\displaystyle |-k\rangle } sean los estados propios degenerados de {\displaystyle {\hat {H}}} que corresponden al valor propio {\displaystyle H_{k}=(\hbar ^{2}/k^{2})2m}, es decir
{\displaystyle {\hat {H}}|k\rangle =(\hbar ^{2}/k^{2}){2m}|k\rangle }
{\displaystyle {\hat {H}}|-k\rangle ={\frac {{\hbar ^{2}}{k^{2}}}{2m}}|-k\rangle }
La degeneración en {\displaystyle {\hat {H}}} es eliminada por el operador de momento {\displaystyle \mathbf {\hat {p}} }.
{\displaystyle \mathbf {\hat {p}} |k\rangle =k|k\rangle }
{\displaystyle \mathbf {\hat {p}} |-k\rangle =-k|-k\rangle }
Por lo tanto, {\displaystyle \{\mathbf {\hat {p}} ,{\hat {H}}\}} forman un CCOC.

### Adición de momentos angulares
Consideramos el caso de dos sistemas, 1 y 2, con los respectivos operadores de momento angular {\displaystyle \mathbf {J_{1}} } y {\displaystyle \mathbf {J_{2}} }. Podemos escribir los estados propios de {\displaystyle J_{1}^{2}} y {\displaystyle J_{1z}} como {\displaystyle |j_{1}m_{1}\rangle } y de {\displaystyle J_{2}^{2}} y {\displaystyle J_{2z}} como {\displaystyle |j_{2}m_{2}\rangle }.
{\displaystyle J_{1}^{2}|j_{1}m_{1}\rangle =j_{1}(j_{1}+1)\hbar ^{2}|j_{1}m_{1}\rangle }
{\displaystyle J_{1z}|j_{1}m_{1}\rangle =m_{1}\hbar |j_{1}m_{1}\rangle }
{\displaystyle J_{2}^{2}|j_{2}m_{2}\rangle =j_{2}(j_{2}+1)\hbar ^{2}|j_{2}m_{2}\rangle }
{\displaystyle J_{2z}|j_{2}m_{2}\rangle =m_{2}\hbar |j_{2}m_{2}\rangle }
Entonces los estados base del sistema completo son {\displaystyle |j_{1}m_{1};j_{2}m_{2}\rangle } dados por
{\displaystyle |j_{1}m_{1};j_{2}m_{2}\rangle =|j_{1}m_{1}\rangle \otimes |j_{2}m_{2}\rangle }
Por lo tanto, para el sistema completo, el conjunto de valores propios {\displaystyle \{j_{1},m_{1},j_{2},m_{2}\}} especifica completamente un estado base único, y {\displaystyle \{J_{1}^{2},J_{1z},J_{2}^{2},J_{2z}\}} forma un CCOC.
Equivalentemente, existe otro conjunto de estados base para el sistema, en términos del operador de momento angular total {\displaystyle \mathbf {J} =\mathbf {J_{1}} +\mathbf {J_{2}} }. Los valores propios de {\displaystyle J^{2}} son {\displaystyle j(j+1)\hbar ^{2}} donde {\displaystyle j} toma los valores {\displaystyle j_{1}+j_{2},j_{1}+j_{2}-1,...,|j_{1}-j_{2}|}, y los de {\displaystyle J_{z}} son {\displaystyle m} donde {\displaystyle m=-j,-j+1,...j-1,j}. Los estados base de los operadores {\displaystyle J^{2}} y {\displaystyle J_{z}} son {\displaystyle |j_{1}j_{2};jm\rangle }. Por lo tanto, también podemos especificar un único estado base en el espacio de Hilbert del sistema completo por el conjunto de valores propios {\displaystyle \{j_{1},j_{2},j,m\}}, y el correspondiente CCOC es {\displaystyle \{J_{1}^{2},J_{2}^{2},J^{2},J_{z}\}}.